# Elastic Heart
„Elastic Heart” este un cântec întegistrat de către cântăreață australiană Sia ca versiunea solo după colaborarea cu The Weeknd și Diplo pentru coloana sonoră a filmului Jocurile foamei: Sfidarea care a fost lansat pe data de 1 octombrie 2013 iar varianta solo pe data de 9 ianuarie 2015 ca al treilea single de pe cel de-al șaselea album de studio, 1000 Forms of Fear (2014).
Annie Zaleski de la The AV Club a etichetat „Elastic Heart” ca o „baladă de putere izbitoare”, în timp ce Heather Phares de la Allmusic a ales melodia ca fiind una dintre cele trei evidențiate de pe album, alaturi de „Chandelier” și „Eye of the Needle”. Aimee Cliff de la Fact l-a numit un „bun exemplu de cum numai Sia poate sa o facă cu adevărat un cântec scris pentru (mai degrabă decât de) Sia.”

## Istoricul lansărilor
| Țară                       | Dată              | Format                 | Casă de discuri   | Ref.  |
| -------------------------- | ----------------- | ---------------------- | ----------------- | ----- |
| Italia                     | 9 ianuarie 2015   | Contemporary hit radio | RCA               | [ 1 ] |
| Statele Unite ale Americii | 9 februarie 2015  | Hot adult contemporary | RCA               | [ 2 ] |
| Statele Unite ale Americii | 10 februarie 2015 | Contemporary hit radio | RCA               | [ 3 ] |
| La nivel mondial           | 14 aprilie 2015   | Remixes EP             | Monkey Puzzle RCA | [ 4 ] |